# Băiuț
Băiuț (in ungherese Erzsébetbánya) è un comune della Romania di 2 539 abitanti, ubicato nel distretto di Maramureș, nella regione storica della Transilvania. 
Il comune è formato dall'unione di 3 villaggi: Băiuț, Poiana Botizii, Strâmbu-Băiuț.